# ხ
Xani (asomtavruli Ⴞ, nuskhuri ⴞ, mkhedruli ხ) es la 31ª letra del alfabeto georgiano.
En el sistema de números georgianos tiene un valor de 6000.
Jani representa comúnmente la fricativa velar sorda /x/ como la pronunciación de ⟨j⟩ en "jamón".

## Letra
| asomtavruli | nuskhuri | mkhedruli |
| ----------- | -------- | --------- |
|             |          |           |

## Codificación digital
| asomtavruli | nuskhuri | mkhedruli |
| ----------- | -------- | --------- |
| U + 10BE    | U + 2D1E | U + 10EE  |

## Braille
| mkhedruli |
| --------- |
|           |